# Shivon Zilis
Shivon Alice Zilis, née le 8 février 1986 à Markham (Canada), est une capitale-risqueuse et cheffe d'entreprise canadienne dans le domaine des technologies. Shivon Zilis est la mère de trois enfants de son compagnon Elon Musk.

## Biographie

### Jeunesse et éducation
Shivon Alice Zilis naît à Markham, au Canada, le 8 février 1986, de Sharda N., d'origine indienne pendjabi, et de Richard Zilis, un Canadien,,. Elle obtient son diplôme de l'Unionville High School à Markham. Elle fréquente ensuite l'université Yale, dont elle sort diplômée en 2008 en économie et philosophie. Elle fait partie de l'équipe de hockey sur glace de Yale, en tant que gardienne de but, et détient le record de l'université pour la meilleure moyenne de buts encaissés.

### Carrière
Après avoir obtenu son diplôme de Yale, Shivon Zilis commence sa carrière chez IBM à New York, travaillant dans le domaine des technologies financières dans des pays en développement, notamment le Pérou et l'Indonésie. De 2012 à 2018, elle est l'une des investisseuses fondatrices et associée de Bloomberg Beta, financé par Bloomberg L.P., utilisant ce qu'elle appelle « l'intelligence machine ».
En 2015, elle est incluse dans la liste Forbes 30 Under 30 des capital-risqueurs.
De 2017 à 2019, elle est directrice de projet pour l'équipe chargée du produit Autopilot et du design de puces chez Tesla, Inc..
Elle est classée parmi les « 35 moins de 35 ans » sur LinkedIn.
Shivon Zilis occupe le poste de directrice des opérations et des projets spéciaux chez Neuralink. Elle rencontre Elon Musk par le biais de son travail associatif chez OpenAI, dont elle a été membre du conseil d'administration jusqu'en 2023,.

## Vie privée
En juillet 2022, des documents judiciaires du comté de Travis, au Texas, révèlent que Shivon Zilis et Elon Musk ont eu des jumeaux en novembre 2021. Les jumeaux sont nés via fécondation in vitro (FIV),,. Selon les documents pour l'enregistrement des noms des jumeaux, Musk et Zilis partageaient la même adresse à Austin. En juin 2024, il est rapporté qu'elle a eu un troisième enfant avec Musk,. En février 2025, elle annonce son quatrième enfant d'Elon Musk. 